# Columbio
Columbio is een gemeente in de Filipijnse provincie Sultan Kudarat op het eiland Mindanao. Bij de laatste census in 2007 had de gemeente bijna 24 duizend inwoners.

## Geografie

### Bestuurlijke indeling
Columbio is onderverdeeld in de volgende 16 barangays:
| - Bantangan - Datablao - Eday - Elbebe - Lasak - Libertad - Lomoyon - Makat | - Maligaya - Mayo - Natividad - Poblacion - Polomolok - Sinapulan - Sucob - Telafas |

## Demografie
Columbio had bij de census van 2007 een inwoneraantal van 23.675 mensen. Dit zijn 1.977 mensen (9,1%) meer dan bij de vorige census van 2000. De gemiddelde jaarlijkse groei komt daarmee uit op 1,21%, hetgeen lager is dan het landelijk jaarlijks gemiddelde over deze periode (2,04%). Vergeleken met de census van 1995 is het aantal mensen met 2.164 (10,1%) toegenomen.

De bevolkingsdichtheid van Columbio was ten tijde van de laatste census, met 23.675 inwoners op 926,15 km², 23,2 mensen per km².